# Thalaikoothal
Thalaikoothal (tam: தலைக்கூத்தல், dosł. „kąpiel głowy”, „prysznic”) – tradycyjna praktyka morderstwa starszych lub niedołężnych członków rodziny, stosowana w niektórych południowych dystryktach indyjskiego stanu Tamilnadu.
Morderstwo praktykowane jest w stosunku do starszych lub niedołężnych osób, które nie są w stanie opiekować się sobą i muszą być utrzymywane przez rodzinę. Najczęściej ofiarami thalaikoothal są starsi mężczyźni, co jest spowodowane kilkoma czynnikami – opiekunkami starszych mężczyzn są zazwyczaj ich synowe, które są niechętne, aby się nimi zajmować, co jest spowodowane lokalnymi tabu kulturalnymi; mężczyźni są zazwyczaj właścicielami większości majątku rodziny, co może stanowić dodatkową zachętę, aby ich zabić oraz uważa się, że nie posiadają oni zazwyczaj żadnych umiejętności potrzebnych w utrzymaniu gospodarstwa domowego.
Istnieje kilka tradycyjnych sposobów morderstwa – zazwyczaj, mordowana osoba jest rano kąpana w ciepłym oleju, a później podaje jej się wodę kokosową, co powoduje niewydolność nerek, wysoką gorączkę i kończy się śmiercią w ciągu jednego lub dwóch dni. Dodatkowo głowa ofiary może być polewana zimną wodą, co obniża temperaturę ciała, powodując atak serca. Inne stosowane metody to karmienie mlekiem przy równoczesnym zatkaniu nosa, powodujące problemy z oddychaniem („terapia mleczna”), czy nawet podanie trucizny.
Praktyka thalaikoothal jest w Indiach nielegalna, ale jest akceptowana w niektórych lokalnych społecznościach i zazwyczaj nie jest zgłaszana na policję. W niektórych przypadkach rodzina informuje przyszłą ofiarę o zamiarze jej zamordowania, w niektórych przypadkach ofiary same proszą, aby je zabić. Ciche przyzwolenie społeczne na praktykę thalaikoothal powoduje, że jest ona nadużywana w przypadku osób, które posiadają znaczny majątek – znany jest przypadek 80-letniego mężczyzny, który uciekł z domu po tym, jak podsłuchał dyskusję członków rodziny planujących podział jego ziemi po jego śmierci przez thalaikoothal.